# September (zangeres)
Petra Linnea Paula Marklund (Stockholm, 12 september 1984), beter bekend onder haar artiestennaam September, is een Zweedse zangeres.

## Biografie
Marklund bemachtigde op haar zeventiende een platencontract bij Stockholm Records (Universal Music, Zweden). In 2003 (op haar achttiende) scoorde ze haar eerste hit in Zweden met het nummer La La La (Never Give It Up). Hierna volgde de single We Can Do It. In 2004 kwam haar eerste album uit, genaamd September. De derde en laatste single van dit album is September All Over. Na deze single tekende September een platencontract bij Catchy Tunes. In 2005 kwam haar vierde single uit, genaamd Satellites. Dit werd een internationale hit. Het bereikte de achtste plaats in de Amerikaanse hitlijst Billboard Hot Dance Airplay en bereikte nummer vier in Zweden. De single komt van haar tweede album, genaamd In Orbit. Dit album werd een groot succes en werd ook buiten Zweden uitgebracht. Ook de succesvolle single Cry for You komt van dit album. Haar derde album werd uitgebracht in 2007 en heet Dancing Shoes.
In 2007 werd de eerste single in Nederland uitgebracht; Cry for You. Deze werd een onverwachte hit en bleef lang in de Top 40 steken.
De tweede single werd Can't Get Over. Ook deze kwam in de Top 40 terecht maar kon het succes van Cry For You lang niet evenaren. De derde sinlge in Nederland werd Until I Die. Deze kwam niet verder dan nummer 11 in de Tipparade. De single Because I Love You kwam ook niet verder dan de Tipparade. Het Nederlandse album Dancing In Orbit is in mei 2008 uitgebracht en bevat 19 nummers.

## Discografie

### Albums
| Album met eventuele hitnotering(en) in de Nederlandse Album Top 100 | Datum van verschijnen | Datum van binnenkomst | Hoogste positie | Aantal weken | Opmerkingen |
| ------------------------------------------------------------------- | --------------------- | --------------------- | --------------- | ------------ | ----------- |
| September                                                           | 11-02-2004            | -                     |                 |              |             |
| In orbit                                                            | 26-10-2005            | -                     |                 |              |             |
| Dancing shoes                                                       | 26-09-2007            | -                     |                 |              |             |
| Dancing in orbit                                                    | 08-05-2008            | -                     |                 |              |             |
| Love CPR                                                            | 11-02-2011            | -                     |                 |              |             |
| Inferno                                                             | 17-10-2012            | -                     |                 |              |             |

### Singles
| Single met eventuele hitnotering(en) in de Nederlandse Top 40 | Datum van verschijnen | Datum van binnenkomst | Hoogste positie | Aantal weken | Opmerkingen                 |
| ------------------------------------------------------------- | --------------------- | --------------------- | --------------- | ------------ | --------------------------- |
| Cry for You                                                   | 2007                  | 10-11-2007            | 4               | 21           | Nr. 10 in de Single Top 100 |
| Can't get over                                                | 2008                  | 06-05-2008            | 28              | 5            | Nr. 35 in de Single Top 100 |
| Until I die                                                   | 2008                  | 20-09-2008            | tip11           | -            | Nr. 91 in de Single Top 100 |
| Can't get over                                                | 2009                  | 28-03-2009            | tip5            | -            | re-release                  |
| Because I love you                                            | 2009                  | 18-07-2009            | tip13           | -            |                             |
| Because I love you                                            | 2009                  | 17-10-2009            | tip7            | -            | re-release                  |
| Party in my head                                              | 2012                  | 21-01-2012            | tip15           | -            |                             |

| Single met hitnotering(en) in de Vlaamse Ultratop 50 | Datum van verschijnen | Datum van binnenkomst | Hoogste positie | Aantal weken | Opmerkingen |
| ---------------------------------------------------- | --------------------- | --------------------- | --------------- | ------------ | ----------- |
| Can't get over                                       | 2009                  | 09-05-2009            | 41              | 2            |             |
| Cry for You                                          | 2007                  | 15-08-2009            | 22              | 8            |             |
| Me & my microphone                                   | 14-02-2011            | 05-03-2011            | tip41           | -            |             |

- Gemeinsame Normdatei: 135473217
- International Standard Name Identifier: 0000 0000 7882 0827
- Library of Congress Control Number: no2011133739
- MusicBrainz: f97b55a8-7d03-4ebe-a277-a9cadc2a9f86
- Nationale Bibliotheek van Tsjechië: mzk2009521973
- Nationale Bibliotheek van Polen: a0000002061365
- Virtual International Authority File: 37145970299832252144